# Wuhan Open 2014 - Qualificazioni singolare
Le qualificazioni del singolare femminile del Wuhan Open 2014 sono state un torneo di tennis preliminare per accedere alla fase finale della manifestazione. Le vincitrici dell'ultimo turno sono entrate di diritto nel tabellone principale. In caso di ritiro di una o più giocatrici aventi diritto a queste sono subentrati le lucky loser, ossia le giocatrici che hanno perso nell'ultimo turno ma che avevano una classifica più alta rispetto alle altre partecipanti che avevano comunque perso nel turno finale.

## Teste di serie
1. Zarina Dijas (Qualificata)
2. Varvara Lepchenko (non ha partecipato è rimasta per giocare al Kia Korea Open 2014)
3. Heather Watson (direttamente nel main draw)
4. Cvetana Pironkova (primo turno)
5. Lauren Davis (primo turno)
6. Christina McHale (direttamente nel main draw)
7. Annika Beck (ultimo turno)
8. Monica Niculescu (non ha partecipato è rimasta per giocare al Guangzhou International Women's Open 2014)
9. Mónica Puig (primo turno)
10. Karin Knapp (Qualificata)

1. Yanina Wickmayer (non ha partecipato è rimasta per giocare al Kia Korea Open 2014)
2. Timea Bacsinszky (Qualificata)
3. Francesca Schiavone (Qualificata)
4. Stefanie Vögele (Qualificata)
5. Ajla Tomljanović (primo turno)
6. Sílvia Soler Espinosa (ultimo turno)
7. Anna Schmiedlová (ultimo turno)
8. Polona Hercog (primo turno)
9. Alison Van Uytvanck (ultimo turno)

## Qualificate
1. Zarina Dijas
2. Marina Eraković
3. Francesca Schiavone
4. Stefanie Vögele

1. Jarmila Gajdošová
2. Karin Knapp
3. Donna Vekić
4. Timea Bacsinszky

## Tabellone

### Legenda
| - Q = Qualificato - WC = Wild card - LL = Lucky loser | - ALT = Alternate - SE = Special Exempt - PR = Protected Ranking | - w/o = Walkover - r = Ritirato - d = Squalificato |

### Sezione 1
|  | Primo turno | Primo turno           | Primo turno           | Primo turno | Primo turno |  |  | Ultimo turno | Ultimo turno          | Ultimo turno          | Ultimo turno | Ultimo turno |  |
|  |             |                       |                       |             |             |  |  |              |                       |                       |              |              |  |
|  | 1           | Zarina Dijas          | Zarina Dijas          | 7           | 6           |  |  |              |                       |                       |              |              |  |
|  |             | Sorana Cîrstea        | Sorana Cîrstea        | 6(1)        | 4           |  |  | 1            | Zarina Dijas          | Zarina Dijas          | 6            | 6            |  |
|  | WC          | Zhu Lin               | Zhu Lin               | 3           | 5           |  |  | 16           | Sílvia Soler Espinosa | Sílvia Soler Espinosa | 2            | 3            |  |
|  | 16          | Sílvia Soler Espinosa | Sílvia Soler Espinosa | 6           | 7           |  |  |              |                       |                       |              |              |  |

### Sezione 2
|  | Primo turno | Primo turno       | Primo turno       | Primo turno       | Primo turno |  |  | Ultimo turno | Ultimo turno    | Ultimo turno    | Ultimo turno | Ultimo turno |  |
|  |             |                   |                   |                   |             |  |  |              |                 |                 |              |              |  |
|  | 2           | Varvara Lepchenko | Varvara Lepchenko | Varvara Lepchenko | w/o         |  |  |              |                 |                 |              |              |  |
|  |             | Marina Eraković   | Marina Eraković   | Marina Eraković   |             |  |  |              | Marina Eraković | Marina Eraković | 6            | 6            |  |
|  | WC          | Yang Zhaoxuan     | Yang Zhaoxuan     | 6                 | 6           |  |  | WC           | Yang Zhaoxuan   | Yang Zhaoxuan   | 3            | 4            |  |
|  | 9           | Mónica Puig       | Mónica Puig       | 3                 | 2           |  |  |              |                 |                 |              |              |  |

### Sezione 3
|  | Primo turno | Primo turno          | Primo turno         | Primo turno | Primo turno |  |  | Ultimo turno | Ultimo turno        | Ultimo turno | Ultimo turno | Ultimo turno |  |
|  |             |                      |                     |             |             |  |  |              |                     |              |              |              |  |
|  | 19          | Alison Van Uytvanck  | Alison Van Uytvanck | 6           | 7           |  |  |              |                     |              |              |              |  |
|  |             | Kristina Mladenovic  | Kristina Mladenovic | 2           | 5           |  |  | 19           | Alison Van Uytvanck | 3            | 6            | 3            |  |
|  | Alt         | Anastasija Rodionova | 2                   | 6           | 64          |  |  | 13           | Francesca Schiavone | 6            | 3            | 6            |  |
|  | 13          | Francesca Schiavone  | 6                   | 4           | 7           |  |  |              |                     |              |              |              |  |

### Sezione 4
|  | Primo turno | Primo turno           | Primo turno           | Primo turno | Primo turno |  |  | Ultimo turno | Ultimo turno          | Ultimo turno | Ultimo turno | Ultimo turno |  |
|  |             |                       |                       |             |             |  |  |              |                       |              |              |              |  |
|  | 4           | Cvetana Pironkova     | Cvetana Pironkova     | 4           | 4           |  |  |              |                       |              |              |              |  |
|  | Alt         | Bethanie Mattek-Sands | Bethanie Mattek-Sands | 6           | 6           |  |  | Alt          | Bethanie Mattek-Sands | 4            | 6            | 1            |  |
|  | WC          | Tian Ran              | 7                     | 4           | 2           |  |  | 12           | Stefanie Vögele       | 6            | 3            | 6            |  |
|  | 12          | Stefanie Vögele       | 6                     | 6           | 6           |  |  |              |                       |              |              |              |  |

### Sezione 5
|  | Primo turno | Primo turno       | Primo turno | Primo turno | Primo turno |  |  | Ultimo turno | Ultimo turno      | Ultimo turno | Ultimo turno | Ultimo turno |  |
|  |             |                   |             |             |             |  |  |              |                   |              |              |              |  |
|  | 5           | Lauren Davis      | 6           | 2           | 2           |  |  |              |                   |              |              |              |  |
|  |             | Jarmila Gajdošová | 0           | 6           | 6           |  |  |              | Jarmila Gajdošová | 3            | 6            | 6            |  |
|  | WC          | Wang Yafan        | 6           | 3           | 3           |  |  | 17           | Anna Schmiedlová  | 6            | 1            | 4            |  |
|  | 17          | Anna Schmiedlová  | 1           | 6           | 6           |  |  |              |                   |              |              |              |  |

### Sezione 6
|  | Primo turno | Primo turno      | Primo turno | Primo turno | Primo turno |  |  | Ultimo turno | Ultimo turno | Ultimo turno | Ultimo turno | Ultimo turno |  |
|  |             |                  |             |             |             |  |  |              |              |              |              |              |  |
|  | 18          | Polona Hercog    | 6           | 3           | 2           |  |  |              |              |              |              |              |  |
|  |             | Nicole Gibbs     | 3           | 6           | 6           |  |  |              | Nicole Gibbs | Nicole Gibbs | 4            | 2            |  |
|  | Alt         | Alla Kudrjavceva | 7           | 3           | 1           |  |  | 10           | Karin Knapp  | Karin Knapp  | 6            | 6            |  |
|  | 10          | Karin Knapp      | 6(1)        | 6           | 6           |  |  |              |              |              |              |              |  |

### Sezione 7
|  | Primo turno | Primo turno      | Primo turno   | Primo turno   | Primo turno |  |  | Ultimo turno | Ultimo turno | Ultimo turno | Ultimo turno | Ultimo turno |  |
|  |             |                  |               |               |             |  |  |              |              |              |              |              |  |
|  | 7           | Annika Beck      | Annika Beck   | Annika Beck   | w/o         |  |  |              |              |              |              |              |  |
|  |             | Mandy Minella    | Mandy Minella | Mandy Minella |             |  |  | 7            | Annika Beck  | 7            | 1            | 5            |  |
|  |             | Donna Vekić      | 64            | 6             | 6           |  |  |              | Donna Vekić  | 5            | 6            | 7            |  |
|  | 15          | Ajla Tomljanović | 7             | 2             | 4           |  |  |              |              |              |              |              |  |

### Sezione 8
|  | Primo turno | Primo turno        | Primo turno        | Primo turno       | Primo turno |  |  | Ultimo turno | Ultimo turno      | Ultimo turno      | Ultimo turno | Ultimo turno |  |
|  |             |                    |                    |                   |             |  |  |              |                   |                   |              |              |  |
|  | 8           | Monica Niculescu   | Monica Niculescu   | Monica Niculescu  | w/o         |  |  |              |                   |                   |              |              |  |
|  |             | Kristýna Plíšková  | Kristýna Plíšková  | Kristýna Plíšková |             |  |  |              | Kristýna Plíšková | Kristýna Plíšková | 3            | 3            |  |
|  |             | Chanelle Scheepers | Chanelle Scheepers | 3                 | 5           |  |  | 14           | Timea Bacsinszky  | Timea Bacsinszky  | 6            | 6            |  |
|  | 14          | Timea Bacsinszky   | Timea Bacsinszky   | 6                 | 7           |  |  |              |                   |                   |              |              |  |